# Alan Abel
Alan Abel   (Hobart, 6 de desembre de 1928 - Lankenau Medical Center, 25 d'abril de 2020) va ser un percussionista estatunidenc, educador musical i inventor d'instruments musicals.
Va ser el percussionista principal associat de lOrquestra de Filadèlfia des de 1959 fins a la seva jubilació el 1997. És àmpliament considerat com un dels educadors de percussió més importants de la segona meitat del segle xx, ja que va ensenyar a la Universitat de Temple a partir del 1972, on entre d'altres alumnes tingué a Don S. Liuzzi. Els invents d'Abel inclouen diversos triangles únics i omnipresents i un suport de bombos que permetia suspendre l'instrument amb l'ús de gomes.

## Adolescència i educació
Abel va néixer a Hobart, Indiana, el 1928. Als set anys va començar classes de percussió. Va estudiar amb Clarence Carlson a la "Roy Knapp School" i després amb Haskell Harr i William Street a l'"Eastman School of Music" del 1947 al 1951, on va obtenir un títol d'interpretació i va tocar a temps parcial amb lOrquestra Filharmònica de Rochester.

## Carrera
Després d'allistar-se i tocar a la banda de la força aèria dels Estats Units del 1951 al 1953, va actuar amb la Oklahoma City Philharmonic del 1953 al 1959. El 1959 es va convertir en membre de lOrquestra de Filadèlfia i hi va romandre fins al final de la seva carrera el 1997. Va ser nomenat percussionista principal associat de l'orquestra el 1972.
El 1998 va ser ingressat al "Percussive Arts Society Hall of Fame". El 2012, el "New England Conservatory of Music" li va atorgar un doctorat honorífic en música.
Abel també va ser professor a la Rutgers University, la Rowan University i la Temple University.
Instruments musicals
El predecessor d'Abel a lOrquestra de Filadèlfia, James Valerio, tenia un triangle fet a mesura que era cobejat pels seus companys. Després de prestar-lo a Abel durant els dos primers anys, Abel va idear una manera de recrear el so i va crear el "triangle Alan Abel", que utilitza una peça de metall cromat. S'utilitza a causa del seu so ric en matisos, el triangle es fabrica des del 1963.
Abel també va inventar la bateria de baix "suspesa" a principis dels anys seixanta, que va fabricar ell mateix fins al 2013, quan va lliurar la fabricació a Andrew Reamer, que anteriorment havia subministrat la bateria. El suport permet suspendre el bombo sobre un anell que gira. El suport de bombo suspès és utilitzat per la majoria de les orquestres simfòniques nord-americanes, i el concepte ha estat copiat i imitat per diversos fabricants de maquinari de bateria a tot el món.

## Mort
Abel va morir el 25 d'abril de 2020 a causa de complicacions de COVID-19.